# Hohenbergia gnetacea
Hohenbergia gnetacea är en gräsväxtart som beskrevs av Carl Christian Mez. Hohenbergia gnetacea ingår i släktet Hohenbergia och familjen Bromeliaceae. Inga underarter finns listade i Catalogue of Life.